# Voievodatul Słupsk

Localizarea voievodatului Słupsk

Voievodatul Słupsk (poloneză województwo słupskie) a fost o unitate administrativă introdusă în Polonia înainte de reforma administrativă din 1975, cu reședința în Słupsk. În 1994 a avut o populație de 425 900 locuitori (aproximativ 25% a locuit în Słupsk) și 7 453 km². Regiunea a avut frontiere cu voievodatul Koszalin (vest), voievodatul Piła (sud), voievodatul Bydgoszcz (est), voievodatul Gdańsk (est) și Marea Baltică (nord). Astăzi, cele două comune fac parte în voievodatul Pomerania Occidentală, alte părți sunt acum în voievodatul Pomerania.